# رادخیف
رادخیف (به انگلیسی: Radekhiv) (Раде́хів) شهری واقع در استان لویو اوکراین است. جمعیت این شهر ۹,۷۴۶ نفر (۲۰۲۱ تخمینی) است.